# Admiral Graf Spee
Admiral Graf Spee var ett tyskt fickslagskepp av Deutschland-klass taget i bruk 6 januari 1936. Fartyget fick sitt namn efter Maximilian Graf von Spee.

## Krigstjänst
Fickslagskeppet Admiral Graf Spee byggdes eftersom Versaillesfreden förbjöd tunga slagskepp. Detta bestämdes av ententen som segrade i första världskriget. Fartyget avseglade från Wilhelmshaven den 21 augusti 1939, enligt order som givits två dagar tidigare, för att bedriva sjöhandelskrig i Sydatlanten och Indiska oceanen. Från krigsutbrottet i september 1939 fram till början av december samma år sänkte Admiral Graf Spree sammanlagt nio brittiska handelsfartyg på totalt 50 089 bruttoregisterton.
Den 13 december 1939 drabbade skeppet samman med tre brittiska (HMS Exeter, HMS Ajax och HMS Achilles) kryssare i ett sjöslag utanför Uruguays kust. Admiral Graf Spee fick så allvarliga skador att man var tvungen att gå in till hamnen i Montevideo för reparation. Båda sidor fick omfattande skador på sina fartyg, men det tyska fartyget hade dessutom förbrukat nästan all sin ammunition. Uruguays regering tillät enligt internationell rätt tyskarna stanna högst 72 timmar. Detta var alldeles för kort tid för att hinna reparera de omfattande skadorna, och dessutom saknades möjlighet att få ny ammunition varför fartygschefen Hans Langsdorff den 17 december beslöt att besättningen skulle sänka sitt fartyg i Río de la Plata. Langsdorff tog sitt liv två dagar senare. Han sköt sig på den tyska flottans gamla flagga (bar inget hakkors) som låg utlagd på hans säng i hotellrummet.